# Durandal (fumetto)
Durandal è una bande dessinée francese creata dalla mente di Nicolas Jarry e dalla mano di Gwendal Lemercier per l'editore francese Soleil Productions.

## Trama
Nella Francia di Carlo Magno, si assiste alle gesta che hanno portato Orlando, il figlio di Guglielmo di Bretagna, a diventare il paladino senza macchia e senza paura di "ariostesca" memoria. Non ancora armato della possente Durlindana, la spada magica che ha fatto sognare i ragazzini di ogni tempo, il nostro eroe è ancora un giovane, ardimentoso quanto sprovveduto. Vincolato da un giuramento, non può accettare il destino che, sotto forma di misteriose guerriere del Nord, sembra reclamarlo. E solo l'aiuto del maestro Turpino, un chierico votato al Signore quanto alla spada, potrà salvarlo da quanto le Norne, antiche divinità vichinghe, hanno predetto sul suo futuro.

Orlando si troverà alle porte di Ásgarðr, la dimora degli dèi norreni, in procinto di sfidare il destino per mettere le mani sulla sua eredità. Alla morte del nonno Ambrogio, difatti, Durlindana, la spada mistica da sempre brandita dai membri della sua famiglia, è stata riconsegnata al suo divino guardiano. Cosa farà Orlando? Accetterà il proprio retaggio e, quindi, anche il male in esso racchiuso, o per salvare sé stesso rinuncerà a liberare la propria terra dai pericoli che l'attanagliano?

## Editoriale Cosmo
Il 19 febbraio 2014 la serie viene proposta dall'Editoriale Cosmo che in due volumi riesce a pubblicare tutti gli episodi sino ad allora rimasti inediti, allineandosi alle pubblicazioni francesi.
Tale serie viene inserita all'interno della collana Collana Verde e pertanto ne rispecchia gli standard: formato in stile bonellide (16x21), colorazione in bianco e nero e paginatura che si aggira all'incirca sulle 100 unità con solitamente due episodi per ogni albo.
| Soleil Productions | Soleil Productions                                        | Soleil Productions                                                                  | Editoriale Cosmo                                                                    | Editoriale Cosmo                                       | Editoriale Cosmo | Editoriale Cosmo |
| ------------------ | --------------------------------------------------------- | ----------------------------------------------------------------------------------- | ----------------------------------------------------------------------------------- | ------------------------------------------------------ | ---------------- | ---------------- |
| n. 1               | 30/06/2010 46 pagg., col., 34,5x25 ISBN 978-2-302-01086-4 | Nicolas Jarry (sceneggiatura) Gwendal Lemercier (disegni) Digikore Studios (colori) | Nicolas Jarry (sceneggiatura) Gwendal Lemercier (disegni) Digikore Studios (colori) | 19/02/2014 96 pagg., b/n, 16x21 ISBN 978-88-98152-72-8 | n. 1             |                  |
| n. 1               | 30/06/2010 46 pagg., col., 34,5x25 ISBN 978-2-302-01086-4 | La marche de Bretagne                                                               | La marca di Bretagna                                                                | 19/02/2014 96 pagg., b/n, 16x21 ISBN 978-88-98152-72-8 | n. 1             |                  |
| n. 2               | 24/11/2010 46 pagg., col., 34,5x25 ISBN 978-2-302-01455-8 | Nicolas Jarry (sceneggiatura) Gwendal Lemercier (disegni) Digikore Studios (colori) | Nicolas Jarry (sceneggiatura) Gwendal Lemercier (disegni) Digikore Studios (colori) | 19/02/2014 96 pagg., b/n, 16x21 ISBN 978-88-98152-72-8 | n. 1             |                  |
| n. 2               | 24/11/2010 46 pagg., col., 34,5x25 ISBN 978-2-302-01455-8 | La marche de Bretagne - Partie II                                                   | La marca di Bretagna - Parte II - La spada maledetta                                | 19/02/2014 96 pagg., b/n, 16x21 ISBN 978-88-98152-72-8 | n. 1             |                  |
| n. 3               | 20/09/2011 46 pagg., col., 34,5x25 ISBN 978-2-302-01636-1 | Nicolas Jarry (sceneggiatura) Gwendal Lemercier (disegni) Digikore Studios (colori) | Nicolas Jarry (sceneggiatura) Gwendal Lemercier (disegni) Digikore Studios (colori) | 20/03/2014 96 pagg., b/n, 16x21 ISBN 978-88-98152-73-5 | n. 2             |                  |
| n. 3               | 20/09/2011 46 pagg., col., 34,5x25 ISBN 978-2-302-01636-1 | La marche de Bretagne - Partie III                                                  | La marca di Bretagna - Parte III - L'eredità di Odino                               | 20/03/2014 96 pagg., b/n, 16x21 ISBN 978-88-98152-73-5 | n. 2             |                  |
| n. 4               | 19/10/2012 46 pagg., col., 34,5x25 ISBN 978-2-302-02263-8 | Nicolas Jarry (sceneggiatura) Gwendal Lemercier (disegni) Digikore Studios (colori) | Nicolas Jarry (sceneggiatura) Gwendal Lemercier (disegni) Digikore Studios (colori) | 20/03/2014 96 pagg., b/n, 16x21 ISBN 978-88-98152-73-5 | n. 2             |                  |
| n. 4               | 19/10/2012 46 pagg., col., 34,5x25 ISBN 978-2-302-02263-8 | La marche de Bretagne - Partie IV                                                   | La marca di Bretagna - Parte IV - Durlindana                                        | 20/03/2014 96 pagg., b/n, 16x21 ISBN 978-88-98152-73-5 | n. 2             |                  |